# Ophiostoma valdivianum
Ophiostoma valdivianum är en svampart som först beskrevs av Butin, och fick sitt nu gällande namn av Rulamort 1986. Ophiostoma valdivianum ingår i släktet Ophiostoma och familjen Ophiostomataceae.   Inga underarter finns listade i Catalogue of Life.